# Jodok Knab

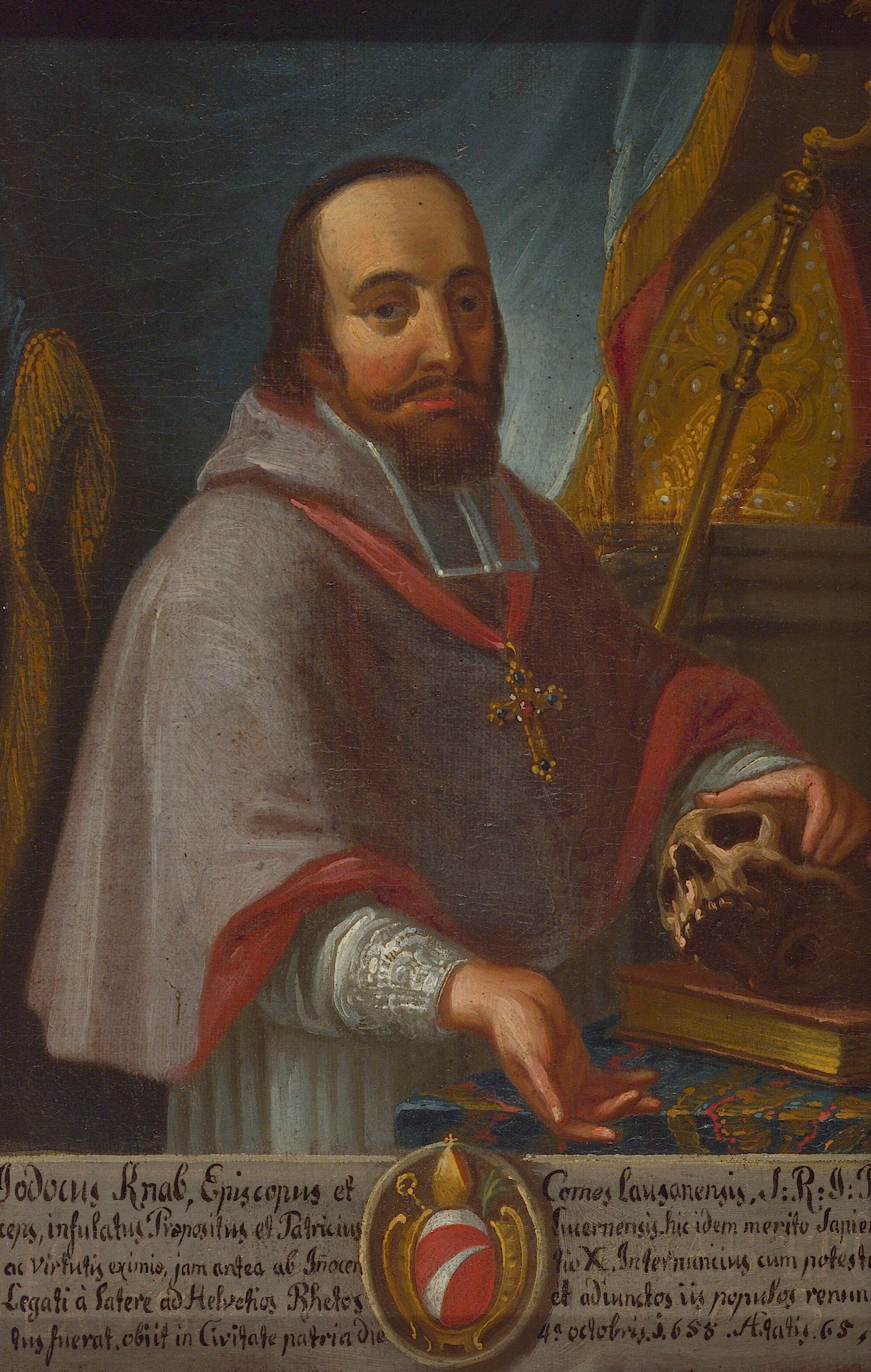
Jodocus (Jodok) Knab in der Porträtgalerie der merkwürdigen Luzernerinnen und Luzerner

Jodok Knab (auch Jost Knab) (* 20. April 1593 in Luzern; † 4. Oktober 1658 in Luzern) war ein schweizerischer römisch-katholischer Geistlicher, Stiftspropst von St. Leodegar im Hof in Luzern und Bischof von Lausanne.

## Leben

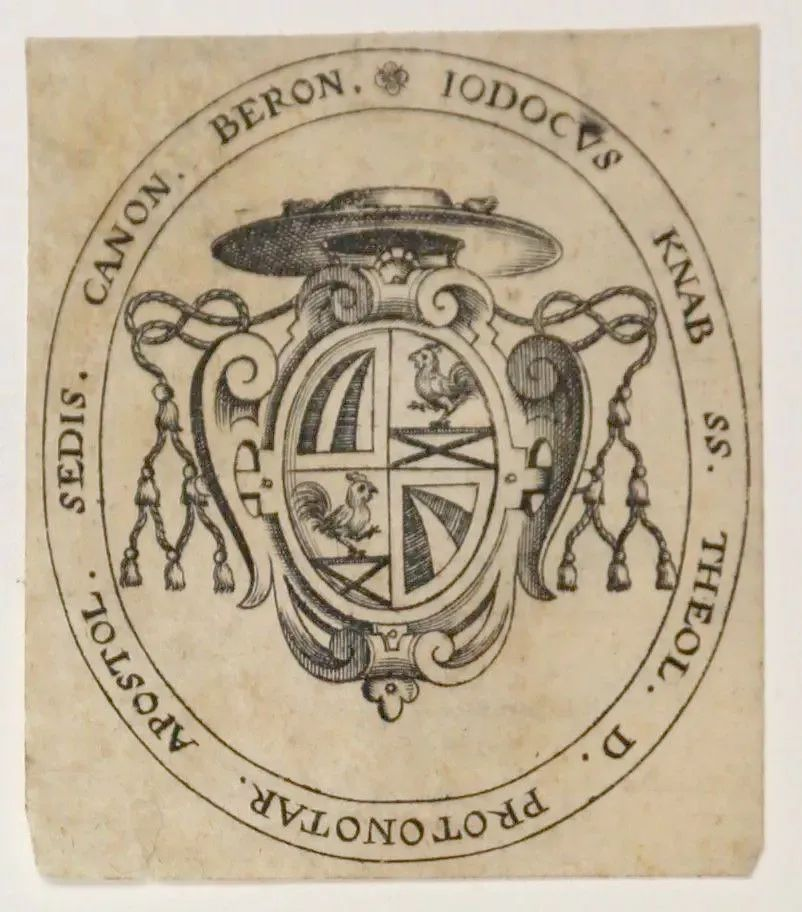
Exlibris von Jodok Knab.

Jodok Knab wurde 1593 in Luzern geboren und stammte aus einer katholischen Familie. Sein Vater war Jost Knab. 1605 trat Knab in das Jesuitenkollegium Luzern ein. Er studierte von 1609 bis 1615 am Collegium Helveticum in Mailand und an der Universität Padua, wo er auch in Theologie promovierte. In Mailand empfing er 1615 die Priesterweihe.
Knab begann seine Tätigkeit als Priester in Willisau und wirkte später in verschiedenen Funktionen in Luzern und der Region. Er war unter anderem Leutpriester (Stadtpfarrer) in Luzern (1616–1627, 1632–1637), Chorherr in Beromünster (1625–1638) sowie Stiftspropst von St. Leodegar im Hof in Luzern (ab 1637).
Seine diplomatischen Fähigkeiten führten dazu, dass er ab 1634 als bischöflicher Kommissar des Bistums Konstanz in Luzern und ab 1652 als päpstlicher Internuntius tätig war.

## Bischof von Lausanne
Nach langen Verhandlungen ernannte Papst Innozenz X. Knab im Jahr 1652 zum Bischof von Lausanne. Wegen des Bauernkriegs fand seine Bischofsweihe jedoch erst 1654 durch den Nuntius Carlo Carafa in Luzern statt. Der Heilige Stuhl gestattete ihm, weiterhin in Luzern zu residieren und die Propstei von St. Leodegar im Hof zu behalten.
Die offizielle Übernahme des Bistums Lausanne erfolgte am 15. März 1654 mit seinem feierlichen Einzug in Freiburg. Trotz seiner Ernennung kehrte Knab bald nach Luzern zurück und widmete sich vor allem administrativen und diplomatischen Aufgaben.
Als Bischof führte er Visitationen in der Diözese durch und weihte Kirchen, so auch 1658 die Kapelle Mariazell. Er setzte sich gegen die strenge kirchliche Kontrolle durch die Freiburger Regierung ein und monierte unter anderem die Berufung von Geistlichen vor weltliche Gerichte sowie den Entzug der bischöflichen Aufsicht über das Freiburger Stift St. Nikolaus.

## Engagement für die tridentinische Reform
Knab war ein überzeugter Anhänger der tridentinischen Reformen, doch seine kurze Amtszeit und die wenigen Aufenthalte in seinem Bistum begrenzten seinen Einfluss auf die Verbesserung der kirchlichen Verhältnisse.

## Vermächtnis
Knab vermachte seine umfangreiche Bibliothek testamentarisch je zur Hälfte den Klöstern Engelberg und Einsiedeln. Seine Rolle als Stifter ist auf einer Bildtafel der Luzerner Hofbrücke festgehalten, die wahrscheinlich 1658 von Kaspar Meglinger gemalt wurde (diese Brücke wurde zwischen 1834 und 1852 abgebrochen). Das Gemälde findet sich im Stadtarchiv Luzern.